# Christopher Parnell, 8. Baron Congleton
Christopher Patrick Parnell, 8. Baron Congleton (* 11. März 1930; † 11. Dezember 2015) war ein britischer Peer und Politiker (Crossbencher).

## Leben und Karriere
Christopher Patrick Parnell, 8. Baron Congleton wurde als Sohn von John Brooke Molesworth Parnell, 6. Baron Congleton (1892–1932) und dessen Ehefrau Edith Mary Palmer Howard (1895–1979) geboren. Am 12. Oktober 1967 erbte er von seinem älteren Bruder William Jared Parnell, 7. Baron Congleton (1925–1967), der bei einem Autounfall gestorben war, dessen Titel als 8. Baron Congleton, of Congleton in the County of Chester (Peerage of the United Kingdom; 1841), und 11. Baronet, of Rathleague in the Queen’s County (Baronetage of Ireland, 1766).
Er besuchte das Eton College in Berkshire. Am New College der Universität Oxford schloss er 1954 mit einem Bachelor of Arts (B.A.) ab. 1987 erwarb er dort auch den Master of Arts (M.A.).
Parnells politische Karriere begann in der Kommunalpolitik. Von 1964 bis 1974 war er Mitglied des Bezirksrats für Salisbury und Wilton (Salisbury and Wilton Rural District Council). Die Southampton University verlieh ihm 1990 einen Ehrendoktortitel der Rechte (Honorary degree of Doctor of Law; LL.D.).
Parnell leitete als Grundbesitzer und Landeigentümer zwei landwirtschaftliche Großbetriebe, einen in der Grafschaft Dorset, einen weiteren in der Grafschaft Wiltshire. Er lebte auf seinem Anwesen West End Lodge, Ebbesbourne Wake, in der Grafschaft Wiltshire.

## Mitgliedschaft im House of Lords
Als er beim Tod seines Bruders am 12. Oktober 1967 den Titel des Baron Congleton erbte, wurde er dadurch auch Mitglied des House of Lords. Im House of Lords schloss er such der parteilosen Fraktion der Crossbencher an. Parnell war seit 1969 regelmäßiges und aktives Mitglied des House of Lords. Im Hansard sind insgesamt über 20 Wortbeiträge von ihm im Zeitraum von 1969 bis 1999 dokumentiert. Seine Antrittsrede hielt er am 16. April 1969 im Rahmen einer Debatte zur Landwirtschaft und zur Preispolitik in der Landwirtschaft. Am 26. Mai 1999 meldete er sich im Rahmen einer Debatte zu regionalen Museen und Kunstgalerien in Großbritannien letztmals zu Wort. Seine Mitgliedschaft endete schließlich mit Inkrafttreten des House of Lords Act 1999 am 11. November 1999.

## Privates
Parnell war verheiratet. Er heiratete am 19. November 1955 die Norwegerin Anna Hedvig („Hedi“) Sommerfelt aus Oslo, die Tochter von Gustav Adolf Sommerfelt. Aus der Ehe, die mehr als 60 Jahre währte, gingen fünf Kinder hervor, zwei Söhne und drei Töchter. Parnell starb im Alter von 85 Jahren „friedlich“ auf seinem Anwesen. Der Titel des 9. Baron Congleton ging an seinen ältesten Sohn, John Patrick Christian Parnell (* 1959) über. Am 3. Februar 2016 fand der Gedenkgottesdienst für Parnell in der Kathedrale von Salisbury statt.